# Мађарбоја
Мађарбоја (мађ. Magyarbóly) је село у Мађарској, у јужном делу државе. Село управо припада Шиклошком срезу Барањске жупаније, са седиштем у Печују.
Мађарбоја је једно од 20-ак насеља у данашњој Мађарској у којој и данас постоји жива српска заједница.

## Природне одлике
Насеље Мађарбоја се налази у јужној Мађарској, у историјској области Барања. Граница са Хрватском се налази непосредно јужно од села. Најближи већи град је Шиклош.
Село је смештено у средишњој Барањи и удаљено је од ободних река, Дунава и Драве. Насеље је положено у равници, на приближно 100 метара надморске висине.

## Становништво
Према подацима из 2013. године Мађарбоја је имала 945 становника. Последњих година број становника опада
Претежно становништво у насељу чине Мађари римокатоличке вероисповести (93%), а једина присутна мањина су Роми (7%).

### Попис1910.
| Мађарбоја | Мађарбоја |
| --- | --- |
| Језик | Вера |
| укупно: 1.497 Немачки 815 (54,44%) Мађарски 347 (23,17%) Српски 323 (21,57%) Хрватски 4 (0,26%) Румунски 1 (0,06%) остали 7 (0,46%) | <div style="border:solid transparent;position:absolute;width:100px;line-height:0; укупно: 1.497 Лутерани 550 (36,74%) Римокатолици 544 (36,33%) Православци 331 (22,11%) Калвинисти 52 (3,47%) Јевреји 20 (1,33%) - (-%) |

## Историја
Срби су у насељу присутни још од средњег века, али је њихов број посебно нарастао после Велике сеобе.
После Првог светског рата и поделе Барање на два дела — данас мађарски (северни, већи) и југословенски (јужни, мањи), Мађарбоја се нашла у сасвим другачијем, неповољнијем положају. Нова граница између Републике Мађарске и Краљевине Срба, Хрвата и Словенаца, нашла се уз само насеље. У следећим годинама огромна већина Срба (близу 300 душа) се иселила у српске делове новоосноване Краљевине Срба, Хрвата и Словенаца.

## Срби у Мађарбоји
Срби у селу су данас малобројни, али и даље присутни.
Стара српска црква је вероватно грађена 1777. године, од када потичу и црквене матрикуле. Нови православни храм је подигнут 1814. године. Иконостас је осликао иконописац Илија Димитријевић између 1870-1873. године.
Било је у Мађарбоји 1731. године 16 православних српских домова. Забележена су презимена неких домаћина: Марић, Дмитров, Станојев, као и име лица Баба, Кнез, Стојан из Шиклуша и др. Када је месни парох исповедао и причешћивао парохијане пред Ускрс 1735. године, по његов епитрахиљ је ставило главу 58 верника. Године 1796. у насељу је забележено 323 српске душа, а кроз век 1890. године њихов број је износио 316 душа. Место је 1867. године имало 290 православних Срба становника. Боја је са својом парохијском филијалом била 1885. године у саставу Мохачког изборног среза за црквено-народни сабор. У Мађарбоји је записано тада 290 православаца а у филијали Виљану још 197 душа.
Поп Ефтимије Ратковић је био парох 1808-1809. године. Једну педагошку књигу намењену учитељима, набавили су 1816. године, Павел Салмашић учитељ и Јован Ратковић житељ. Записан је 1826. године као месни парох, поп Михаил Гоић. Парох у Мађарбоји био је половином 19. века поп Евтимије Ратковић, који се јавља као пренумерант једне српске књиге, у друштву са двојицом синова ученика Јована и Стефана.
Српска народна школа постоји током 19. века. Плата основна годишња учитељска је тада (1867) износила 40 ф. са додацима у натури - 18 пожунских мерова жита, толико и кукуруза и три метра дрва. За учитеља је тада у Мађарбоји постављен млади Бранко Влашкалић. Он је завршио шест разреда гимназије у Суботици и Препарандију у Сомбору, где је те године и испит положио.
Конкурс за учитеља расписан је и 1897. године када је понуђена основна плата била 140 ф. Учитељ у Мађарбоји 1913. године био је Васа Терзић.
У селу и данас стоји српска православна црква, посвећена Светом јеванђелисти Луки. Црква је подигнута 1814. године, а данас је у добром стању и у њој се повремено врше богослужења.